# Nový Dům
Nový Dům là một làng thuộc huyện Rakovník, vùng Středočeský, Cộng hòa Séc.